# Satpal Singh
Satpal Singh (ur. 1 lutego 1955 w Bawana), znany jako Mahabali Satpal – Indyjski zapaśnik walczący w stylu wolnym. Dwukrotny olimpijczyk. Odpadł w eliminacjach turnieju w Monachium 1972 i Moskwie 1980. Startował w kategoriach 62–100 kg.
Zajął siódme na mistrzostwach świata w 1982. Zwycięzca igrzysk azjatyckich w 1982, finalista z 1978 i brązowy medalista w 1974. Srebrny medalista mistrzostw Azji w 1979 i 1981. Wicemistrz igrzysk wspólnoty narodów w 1974, 1978 i 1982.
- Turniej w Monachium 1972 - 62 kg

Pokonał Zdzisława Stolarskiego i Josepha Burge z Gwatemali, a przegrał z Turkiem Vehbi Akdaği.
- Turniej w Moskwie 1980 - 100 kg

Przegrał z Czechosłowakiem Júliusem Strnisko i Tomaszem Busse.
Trener zapasów a prywatnie teść Sushila Kumara, dwukrotnego medalisty olimpijskiego w zapasach z 2008 i 2012 roku.
W roku 1974 został laureatem nagrody Arjuna Award.